# 13344 Upenieks
13344 Upenieks este o planetă minoră (asteroid), cu un diametru de 4,695 km, din centura de asteroizi. A fost descoperită pe 26 septembrie 1998 la Magdalena Ridge Observatory⁠(d) de Lincoln Near-Earth Asteroid Research. 
Obiectul prezintă o orbită caracterizată de o semiaxă mare de 2,8578955 UAi, o excentricitate de 0,05, o înclinație de 1,77316 ° în raport cu ecliptica.